# Alois Kornmüller

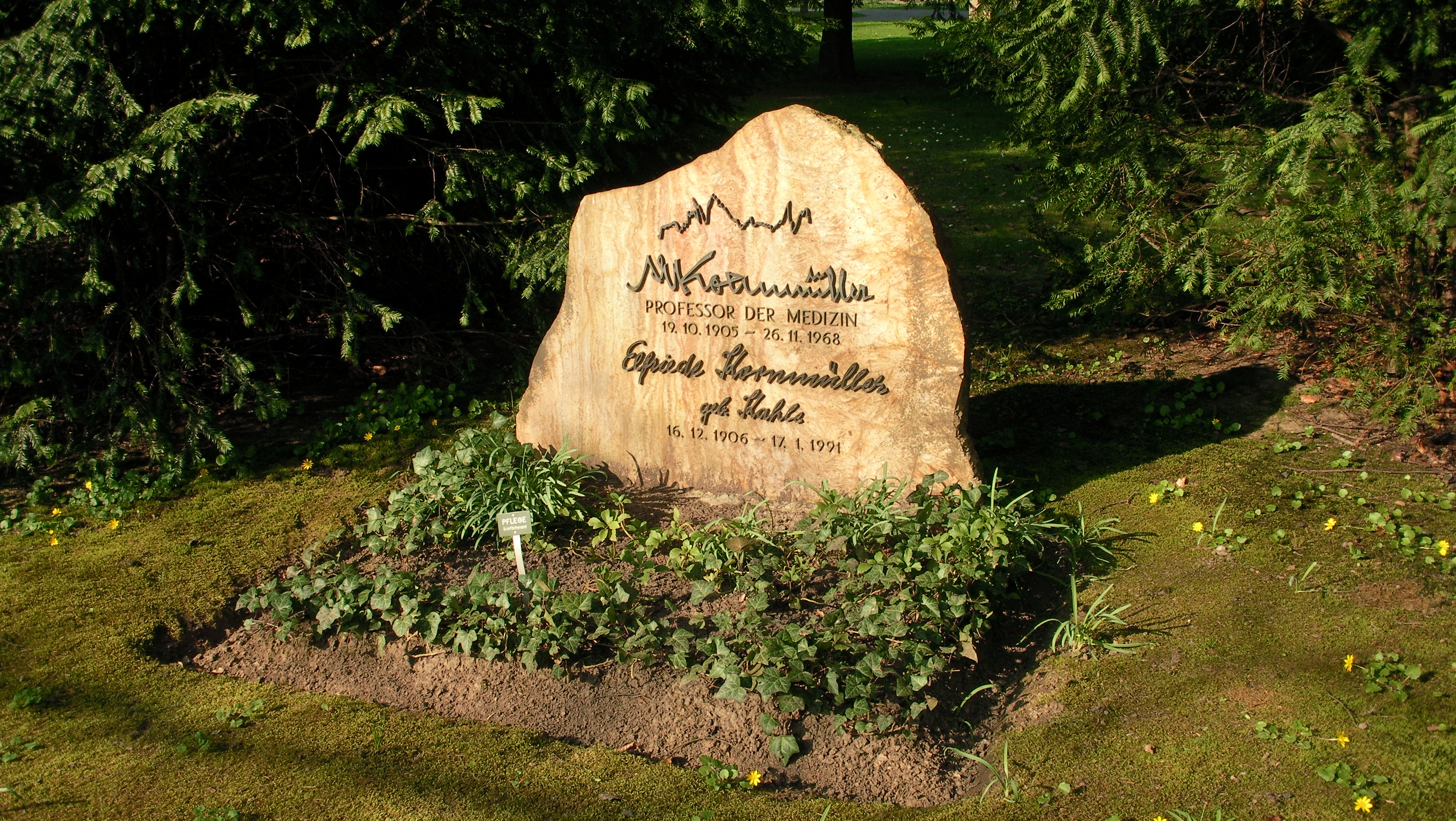
Grab von Kornmüller in Göttingen

Alois Eduard Kornmüller (* 19. Oktober 1905 in Brüx, Österreich-Ungarn, heute Most, Tschechien; † 26. November 1968 in Göttingen) war ein deutscher Neurophysiologe. Kornmüller war einer der Pioniere der deutschen Elektroenzephalografie-Forschung.

## Leben
Kormmüller war Schüler von Armin Tschermak-Seysenegg und Hans Berger. Später forschte er am Kaiser-Wilhelm-Institut für Hirnforschung in Berlin-Buch, wo er ab 1936 die Abteilung für Experimentelle Neurophysiologie leitete. Ab 1942 war er Honorarprofessor an der Universität Berlin.
Kornmüller war ab 1946 Leiter der Physiologischen Abteilung des Max-Planck-Instituts für Hirnforschung in Göttingen.
Von 1958 bis 1959 war er Präsident der Deutschen EEG-Gesellschaft, der heutigen Deutschen Gesellschaft für Klinische Neurophysiologie und Funktionelle Bildgebung.

## Auszeichnungen
- Die Deutsche Gesellschaft für Klinische Neurophysiologie und Funktionelle Bildgebung (DGKN) vergibt jährlich den  Alois-Kornmüller-Preis. Heutiger Name (seit 2021): DGKN-Nachwuchsförderpreis für Klinische Neurophysiologie – vormals Alois-Kornmüller-Preis.

## Schriften (Auswahl)
- Die bioelektrischen Erscheinungen architektonischer Felder der Grosshirnrinde. In: Biological Reviews. Band 10, 1935, S. 383–426, doi:10.1111/j.1469-185X.1935.tb00490.x.
- Jung, R., Kornmüller, A.E.: Eine Methodik der Ableitung Iokalisierter Potentialschwankungen aus subcorticalen Hirngebieten. Archiv f. Psychiatrie 109, 1–30 (1938). https://doi.org/10.1007/BF02157817.
- Einführung in die klinische Elektrenkephalographie. Lehmann, München 1944.
- Die Elemente der nervösen Tätigkeit. Thieme, Stuttgart 1947.